# Pradons
Pradons ist eine französische Gemeinde mit 537 Einwohnern (Stand 1. Januar 2022) im Département Ardèche in der Region Auvergne-Rhône-Alpes.
Pradons liegt am linken Ufer der Ardèche zwischen Balazuc und Ruoms.

## Geschichte
Im 12. Jahrhundert lebten acht Familien in Pradons. Aus dieser Zeit stammt noch der Chor der Kirche Saint André, der später mit dem gesamten Kirchenschiff erhöht wurde. In die Breite wurde die Kirche um eine Seitenkapelle erweitert. Die Kirche gehörte der Pfarrgemeinde in Ruoms.

### Bevölkerungsentwicklung
| Jahr                       | 1962 | 1968 | 1975 | 1982 | 1990 | 1999 | 2006 | 2018 |
| Einwohner                  | 165  | 143  | 152  | 180  | 220  | 295  | 401  | 471  |
| Quellen: Cassini und INSEE |      |      |      |      |      |      |      |      |